# Akari Kitō
Akari Kitō (鬼頭明里?, Akari Kitō; Aichi, 16 ottobre 1994) è una doppiatrice e cantante giapponese.

## Doppiaggio

### Serie TV anime
2016
- Time Bokan 24 - Calen

2017
- Blend S - Kaho Hinata
- Minami Kamakura High School Girls Cycling Club - Nagisa Mori
- Classroom of the Elite - Suzune Horikita[1]

2018
- Harukana receive - Ai Tanahara
- Last Period - Kikazaru
- Grancrest senki - Siluca Meletes
- SSSS.Gridman - Hass

2019
- Demon Slayer - Nezuko Kamado[2]
- Hitoribocchi no marumaruseikatsu - Aru Honshō[3]

2020
- Così carina - Fly Me to the Moon - Tetsuko Tsukuyomi
- Love Live! Nijigasaki High School Idol Club - Kanata Konoe[4]
- Hanako-kun - I sette misteri dell'Accademia Kamome - Nene Yashiro

2021
- Battle Athletes Victory ReSTART! - Lydia Gurtland
- Demon Slayer: Kimetsu no Yaiba – Entertainment District Arc - Nezuko Kamado
- Sorcerous Stabber Orphen: Battle of Kimluck - Mädchen Amick

2022
- Akebi's Sailor Uniform - Touko Usagihara[5]
- A Couple of Cuckoos - Erika Amano[6]

2023
- The Reincarnation of the Strongest Exorcist in Another World - Maybell Crane
- Demon Slayer: Kimetsu no Yaiba - Swordsmith Village Arc - Nezuko Kamado
- KamiKatsu - Mitama[7]

2024
- Mission: Yozakura Family - Futaba Yozakura
- Blue Box - Hina Chono
- 2.5 Dimensional Seduction - Mikari Tachibana[8]
- Gods' Games We Play - Leoleshea[9]

### Videogiochi
2015
- Kantai Collection - Maestrale, Libeccio, Kazagumo, Kishinami, Okinami

2016
- Akiba's Beat - Acquire-chan

2017
- Under Night In-Birth Exe:Late[st] - Azel, Komatsu
- Magia Record: Puella Magi Madoka Magica Side Story - Emiri Kisaki
- Dragon Quest Rivals - Tania

2019
- Arknights - Silence
- Bloodstained: Ritual of the Night - Anne Knolles
- Pokémon Masters EX - Serena
- Castlevania: Grimoire of Souls - Maria Renard
- AI: The Somnium Files - Aiba
- Persona 5 Royal - Coach Hiraguchi
- Touhou Cannonball - Reimu Hakurei

2020
- Genshin Impact - Barbara

2021
- Rune Factory 5 - Elsje
- NEO: The World Ends with You - Shoka Sakurane
- Blue Archive - Mashiro Shizuyama

2022
- AI: The Somnium Files - nirvanA Initiative - Aiba
- Xenoblade Chronicles 3 - Na'el
- Valkyrie Elysium - Maria
- Goddess of Victory: Nikke - Pepper
- River City Girls 2 - Provie
- Dragon Quest Treasures - Signorina Preziosa, vari mostri
- Ninja Must Die  - Pepper

2023
- Fire Emblem: Engage - Celine
- Resident Evil 4 (videogioco 2023) - Ashley Graham
- 404 GAME RE:SET - After Burner
- Touhou Gensou Eclipse - Aya Shameimaru

2025
- Rusty Rabbit - Wrex
- Raidou Remastered: The Mystery of the Soulless Army - Kaya Daidouji
- No Sleep For Kaname Date - From AI: The Somnium Files - Aiba